# Effet d'éventail
Pour les articles homonymes, voir Éventail (homonymie).
L'effet d'éventail est, en psychologie cognitive, un effet montrant que plus des sujets apprennent de faits relatifs à un concept et plus le temps de traitement requis pour récupérer un fait concernant ce concept augmente. Cet effet, qui permet la mesure de la diffusion de l'activation dans un réseau sémantique, a été pour la première fois testé et mesuré par Anderson en 1974.
Le vieillissement ne semble pas avoir d'influence sur l’accès au nom des personnes mais il apparaît qu'en dépit de plus de temps de reconnaissance donné à des personnes âgées, « la latence des réponses augmente en fonction de la taille de l’éventail, quel que soit l’âge. »